# Йосипівська сільська рада (Барашівський район)
Йосипівська сільська рада (до 1946 року — Єсепівська сільська рада, деколи — Єсипівська сільська рада, Осипівська сільська рада) — колишня адміністративно-територіальна одиниця та орган місцевого самоврядування у Барашівському районі Коростенської й Волинської округ, Київської та Житомирської областей Української РСР з адміністративним центром у селі Йосипівка.

## Населені пункти
Сільській раді на час ліквідації були підпорядковані населені пункти:
- с. Йосипівка

## Населення
Кількість населення ради, станом на 1923 рік, становила 1 320 осіб, кількість дворів — 226.
Кількість населення сільської ради, станом на 1924 рік, становила 1 778 осіб.

## Історія та адміністративний устрій
Створена 1923 року, як Єсипівська сільська рада, в складі колоній Бобрицька Михайлівка, Йосипівка (Єсипівка), Кунани, Нова Вікторівка та Стара Вікторівка Барашівської волості Житомирського повіту Волинської губернії. 7 березня 1923 року увійшла до складу новоствореного Барашівського району Коростенської округи.
12 січня 1924 року, відповідно до рішення Волинської ГАТК № 6/1 «Про зміни в межах округів, районів і сільрад», до складу ради включено кол. Ольхівка Малояблунецької сільської ради, кол. Бобрицька Михайлівка передано до складу Бобрицької сільської ради Барашівського району. 8 вересня 1925 року колонії Ольхівка та Стара Вікторівка передано до складу новоствореної Гоноринської сільської ради. 20 березня 1926 року до складу ради включено колонії Вулька-Зеленицька та Лясовиця Гоноринської сільської ради Барашівського району. Станом на 1 жовтня 1941 року колонії Вулька Зеленицька, Кунани, Лясовиця та Нова Вікторівка не перебувають на обліку населених пунктів.
7 червня 1946 року, відповідно до указу Президії Верховної ради Української РСР «Про збереження історичних найменувань та уточнення і впорядкування існуючих назв сільрад і населених пунктів Житомирської області», сільську раду було перейменовано на Йосипівську через перейменування її адміністративного центру на Йосипівка.
Станом на 1 вересня 1946 року сільська рада входила до складу Барашівського району Житомирської області, на обліку в раді перебувало с. Йосипівка.
Ліквідована 11 серпня 1954 року, відповідно до указу Президії Верховної ради Української РСР «Про укрупнення сільських рад по Житомирській області», територію та с. Йосипівка включено до складу Бобрицької сільської ради Барашівського району Житомирської області.